# 丹維爾鎮區 (愛荷華州德梅因縣)
丹維爾鎮區（英語：Danville Township）是位於美國愛荷華州德梅因縣的一個行政鎮區。

## 地方資料
根據2010年美國人口普查的數據，丹維爾鎮區的面積為119.46平方千米，當中陸地面積為118.65平方千米，而水域面積為0.81平方千米。當地共有人口759人，而人口密度為每平方千米6.35人。